# Departamento General Roca (Río Negro)
Das Departamento General Roca liegt im Alto Valle del Río Negro, im Norden der Provinz Río Negro im Süden Argentiniens und ist eine von 13 Verwaltungseinheiten der Provinz.
Es grenzt im Norden an die Provinz La Pampa, im Osten an das Departamento Avellaneda, im Süden an das Departamento El Cuy und im Westen an die Provinz Neuquén.
Die Hauptstadt des Departamento General Roca ist das gleichnamige General Roca.

## Bevölkerung

### Übersicht
Das Ergebnis der Volkszählung 2022 ist noch nicht bekannt. Bei der Volkszählung 2010 war das Geschlechterverhältnis mit 157.860 männlichen und 163.061 weiblichen Einwohnern ausgeglichen mit einem knappen Frauenüberhang.
Nach Altersgruppen verteilte sich die Einwohnerschaft auf 83.696 (26,1 %) Personen im Alter von 0 bis 14 Jahren, 209.793 (65,4 %) Personen im Alter von 15 bis 64 Jahren und 27.432 (8,5 %) Personen von 65 Jahren und mehr.

### Bevölkerungsentwicklung
Mit Ausnahme der Stadtregionen Cipolletti, General Roca und Villa Regina ist das Gebiet nur dünn besiedelt. Wegen des Zuzugs in die Städte ist die Bevölkerungszahl steigend. Die Schätzungen des INDEC gehen von einer Bevölkerungszahl von 378.623 Einwohnern per 1. Juli 2022 aus.
| Jahr | 1947   | 1960   | 1970    | 1980    | 1991    | 2001    | 2010    | 2022    |
| Einwohner                                                                                                | 53.096 | 97.024 | 143.798 | 203.684 | 264.582 | 281.653 | 320.921 | k. Ang. |
| Bevölkerungsentwicklung des Departements seit 1947; Quelle: Ergebnisse der Volkszählungen in Argentinien |        |        |         |         |         |         |         |         |

## Städte und Gemeinden
Das Departamento General Roca ist in folgende Gemeinden aufgeteilt:
- Allen
- Campo Grande
- Catriel
- Cervantes
- Chichinales
- Cinco Saltos
- Cipolletti
- Contralmirante Cordero
- General Enrique Godoy
- General Fernández Oro
- General Roca
- Ingeniero Luis A. Huergo
- Mainqué
- Villa Regina

Zudem befindet sich mit Peñas Blancas eine Comisión de Fomento am Gebiet des Departamentos. Weitere Siedlungen sind:
- Bajo San Cayetano
- Barda del Medio
- Colonia Peñas Blancas
- Coronel J. J. Gómez
- Ferri
- Ing. Otto Krause
- Lago Pellegrini
- Padre Stefanelli
- Paso Córdoba
- Península Ruca Co
- Sargento Vidal
- Villa Alberdi
- Villa del Parque
- Villa Manzano
- Villa San Isidro